# Lee County, Georgia
Lee County är ett administrativt område i delstaten Georgia, USA, med 28 298 invånare. Den administrativa huvudorten (county seat) är Leesburg. 

## Geografi
Enligt United States Census Bureau så har countyt en total area på 938 km². 922 km² av den arean är land och 16 km² är vatten.

### Angränsande countyn
- Sumter County - norr
- Crisp County - nordost
- Worth County - öst
- Dougherty County - syd
- Terrell County - väst